# Bom (chanteuse)
Dans ce nom coréen, le nom de famille, Park, précède le nom personnel.
Pour les articles homonymes, voir Bom.
Bom Park (coréen : 박봄), dite Bom, née le 24 mars 1984 à Séoul, est une chanteuse et musicienne sud-coréenne. Bom est membre du girl group 2NE1.

## Biographie
Bom déménage durant son adolescence aux États-Unis afin d'améliorer son anglais. Là-bas, elle est diplômée de l'université américaine Lesley University à Cambridge avec une majeure en psychologie. C'est également durant cette période, qu'elle est diagnostiquée TDAH. Durant son parcours scolaire, Bom tombe amoureuse de la musique grâce aux chansons de Mariah Carey. Bom souhaite alors arrêter l'école pour se consacrer à la musique, mais ses parents sont contre cette idée-là. Cependant, avec l'aide de sa tante, elle part étudier secrètement à la Berklee College of Music à Boston pour concrétiser son rêve d'entamer une carrière de chanteuse.

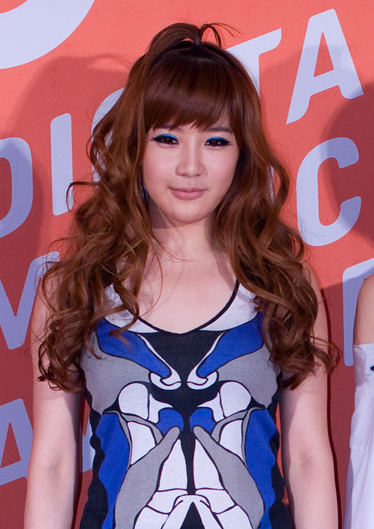
Bom en août 2009

De retour en Corée du Sud, elle auditionne à maintes reprises pour YG Entertainment. C'est finalement au bout de trois ans de travail acharné qu'elle convainc le label de la recruter.

En 2006 elle fait des apparitions sur les titres du groupe BIGBANG, de la rappeuse Lexy et du rappeur Red Roc. La même année, elle tourne une campagne publicitaire aux côtés de Lee Hyori -chanteuse pop sud-coréenne très influente- pour la marque de téléphone Anycall dont elle enregistrera le thème Anystar par la même occasion.

En 2008 elle apparaît en tant que modèle dans le clip Tell Me Once More de Kim Ji Eun.

En 2009, Bom fait ses débuts en intégrant 2NE1. Le groupe fait sensation, il est aujourd'hui l'un des groupes coréens ayant une notoriété et une influence des plus importantes en dehors de son pays d'origine. 2NE1 est également le groupe féminin ayant vendu le plus de singles sur les plateformes digitales.
 
Le 28 octobre 2009 sort son premier single You And I.

Deux ans plus tard, le 21 avril 2011 sort son second single Don't Cry. Ses deux titres solos sont des succès commerciaux non négligeables, notamment You And I, qui, fin 2011 dépasse la barre des 4 483 364 de ventes, faisant de Bom l'artiste la plus consistante de son label YG Entertainment en termes de ventes digitales. Elle est -toujours en 2011- élue 12e plus belle voix de Corée du Sud par le classement de Mnet Idols.

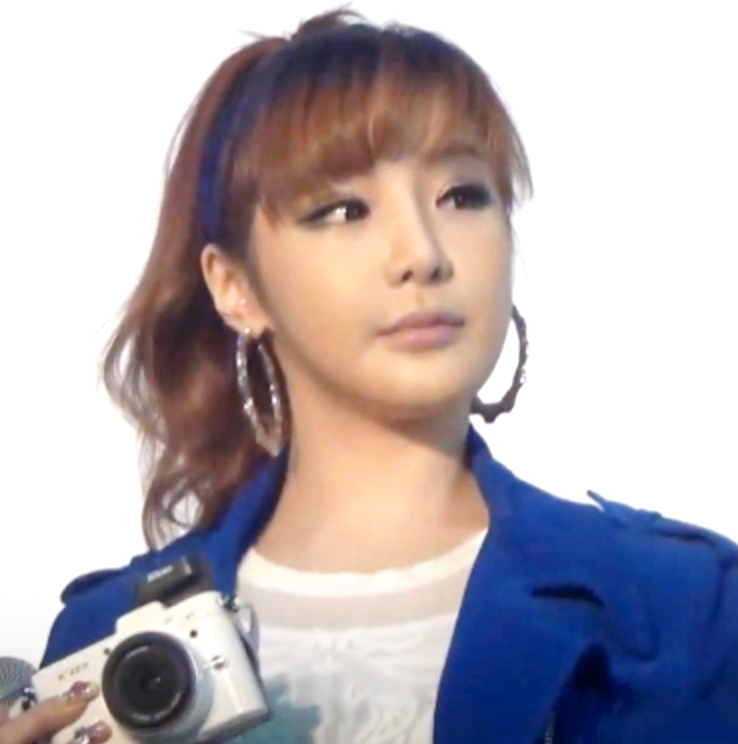
Bom sur scène en 2012

En 2014 elle intègre le casting de la première saison de Roommate, émission de télé réalité. Cette émission réunie plusieurs personnalités sud-coréennes qui ne se connaissent pas -au départ- mais qui vont être amenées à cohabiter sous le même toit et créer des liens spéciaux.

En raison d'une controverse liée aux amphétamines, Bom est contrainte d'arrêter le tournage au bout du 13e épisode et de stopper toute apparition publique en Corée du Sud hormis durant les concerts du groupe -alors en pleine tournée All or Nothing World Tour lorsque la polémique éclate- et leurs obligations à l'étranger. C'est un déferlement médiatique qui s'abat sur Bom, qui décide par la suite de prendre du recul et de s'effacer temporairement de la scène médiatique. Cela faisait depuis juin 2014 qu'elle ne communiquait plus sur aucun des réseaux sociaux sur lesquels elle est présente -Twitter et Instagram-. C'est le 20 avril 2016 qu'elle revient sur Twitter et le 15 octobre 2016 sur Instagram.

## 2017: Différend avec YG Entertainment, sortie de l'album incertaine
À la suite de la dissolution du groupe 2NE1 en novembre 2016, YG Entertainment annonce que Bom n'a pas renouvelé de contrat et déclare qu'elle doit se « concentrer sur sa santé mentale et physique ».

Le 28 janvier 2017, elle confirme sur son compte Twitter que son premier album sortira bien cette année.

Le 20 février 2017, elle dément les rumeurs sur ses supposés problèmes de santé annoncés par YG Entertainement.

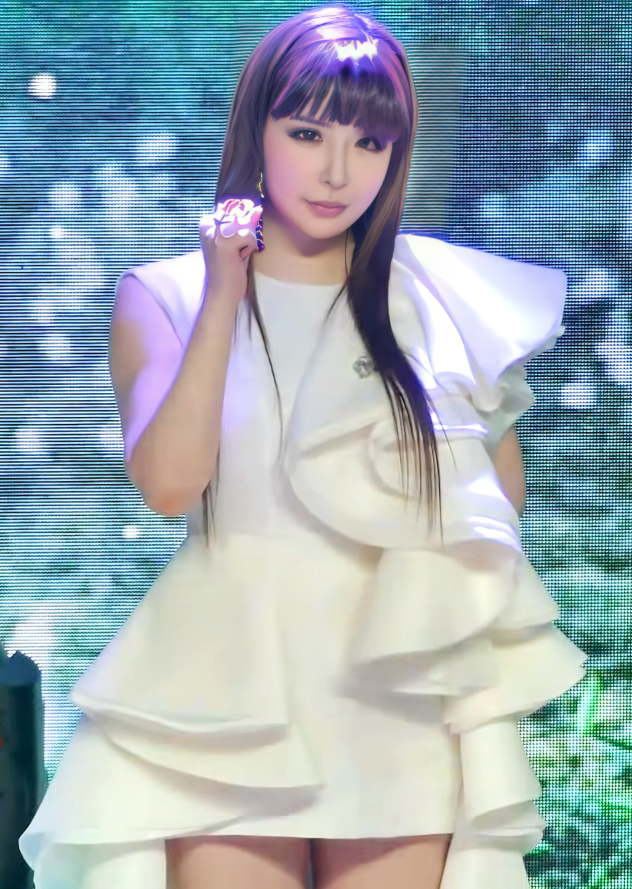
Bom en 2019

Le 30 avril 2017, après avoir laissé planer le doute pendant plusieurs mois, elle annonce qu'elle est maintenant signée sur le label de son producteur Teddy, The Black Label.

Le 1er mai 2017, YG dément l'info selon laquelle Bom serait signée sur The Black Label et annonce qu'elle n'a signé aucun contrat de quelque sorte.

Elle se retrouve maintenant bloquée dans une situation inconfortable, en effet le label continue de la tacler dans les médias, tentant de nuire à sa réputation et ses intérêts.

En attendant de nouvelles clarifications, son avenir dans l'industrie de la musique semble être fortement compromis.

Le 11 juin 2018, elle annonce son possible retour via ses comptes Twitter et Instagram. En effet, quelques jours plus tard, il est annoncé clairement qu'elle a signé un contrat exclusif avec la nouvelle agence D-Nation Entertainment, et qu'elle fera son retour avec un mini-album de 5 à 6 chansons en novembre 2018. 
C'est finalement le 15 février 2019 qu'est annoncée de manière officielle la sortie de son album pour le mois de mars suivant. Elle reçoit à cette occasion les encouragements de  Yang Hyun Suk .
Au mois de juin 2020, Park Bom fait une apparition au festival de cinéma de Daejong pour interpréter son single Spring. A cette occasion, elle a occupé la une de différents journaux et sites concernant sa prise de poids. À la suite de cela, l'agence de Park Bom, D-Nation, annonce que Park Bom n'est pas en période de promotion, et que par conséquent elle est libre de contrôler son poids à sa manière.
Cependant, à la suite de cet impact médiatique, Park Bom se met à suivre un régime strict lui faisant perdre 11 kg ; c'est ce qu'elle annonce début 2021.
En mars 2021, l'agence D-Nation dévoile le comeback de Park Bom, Do Re Mi Fa Sol.
Le 16 avril 2022 lors du festival de musique Coachella, elle remonte sur scène en compagnie de toutes les membres de 2NE1 pour une performance surprise du titre I AM THE BEST.
En mars 2023, elle revient avec son nouveau Single Flower.
En 2024, elle sort un nouveau titre: Lonely 
Puis reviens en tant que membre de 2NE1 pour leurs tournée mondiale intitulé "Welcome Back" ainsi que leurs nouvel album. 

## Influences musicales
Bom est à l'origine une chanteuse de R'n'B. Elle cite Mariah Carey et Beyoncé comme ses plus grandes influences musicales. Elle joue du piano et de la flûte.

## Discographie

### Singles
| Année | Titre           | Meilleure position | Ventes    | Album               |
| ----- | --------------- | ------------------ | --------- | ------------------- |
| 2009  | You And I       | 1                  | 4 483 364 | To Anyone           |
| 2011  | Don't Cry       | 1                  | 2 512 950 | 2NE1 2nd Mini Album |
| 2019  | Spring          | 2                  | —         | Spring              |
| 2019  | 4:44            | 1                  | —         | re:Blue Rose        |
| 2019  | First Snow      | 19                 | —         | The First Snow      |
| 2021  | Do Re Mi Fa Sol | 4                  | —         | Do Re Mi Fa Sol     |

### Collaborations
| Année | Titre                                               | Meilleure position | Ventes    | Album                        |
| ----- | --------------------------------------------------- | ------------------ | --------- | ---------------------------- |
| 2006  | We Belong Together (GD & T.O.P featuring Bom Park)  | —                  | —         | We Belong Together           |
| 2006  | Forever with You (GD & T.O.P featuring Bom Park)    | —                  | —         | BIGBANG                      |
| 2007  | Along My Way (Red Roc featuring Masta Wu, Bom Park) | 1                  | —         | Hello                        |
| 2007  | Baby Boy (Lexy featuring Bom Park)                  | —                  | —         | Rush                         |
| 2010  | Oh Yeah (GD & T.O.P featuring Bom Park)             | 1                  | 1 380 732 | GD & TOP                     |
| 2011  | I Cheated (Park Myeong Su, G-Dragon, Bom Park)      | 1                  | 3 625 939 | —                            |
| 2012  | Up (Epik High featuring Bom Park)                   | 1                  | 976 020   | 99                           |
| 2013  | Black (G-Dragon featuring Bom Park)                 | —                  | —         | One of a Kind + Heartbreaker |
| 2013  | All I Want For Christmas Is You (Bom Park, Lee Hi)  | 5                  | 111 669   | —                            |
| 2019  | Chanel (MC MONG ft. Park Bom)                       |                    |           | Channel 8                    |
| 2020  | Red Light (Sai Sai Kham Leng ft. Park Bom)          |                    |           | Red Light                    |

Ventes par années
1. 1 2  Ventes 2010
2. 1 2  Ventes 2011
3. ↑  Ventes 2012
4. ↑  Ventes 2013

## Filmographie

### Cinéma
- 2009 -  Girlfriends - Elle-même avec 2NE1

### Séries télévisées
- 2009 -  Style - Elle-même
- 2014 -  Roommate - Elle-même (saison 1, épisodes 1 à 13)
- 2018 - YG Future Strategy Office - Elle-même (saison 1, épisode 3)

## Récompenses
| Année | Cérémonie                    | Pays                       | Catégorie                    | Travail proposé | Résultat |
| ----- | ---------------------------- | -------------------------- | ---------------------------- | --------------- | -------- |
| 2009  | Cyworld Digital Music Awards | Drapeau de la Corée du Sud | Song of the Month -November- | You And I       | Lauréate |
| 2010  | Mnet Asian Music Awards      | Drapeau de la Corée du Sud | Best Digital Single          | You And I       | Lauréate |